# Ed McKeever
Ed McKeever (n. 27 august 1983, Bath, Anglia, Regatul Unit) este un canoist ce a reprezentat Regatul Unit al Marii Britanii și al Irlandei de Nord, medaliat olimpic. A participat la o ediție a Jocurilor Olimpice (2012) în care a câștigat o medalie de aur.

## Participări
Lista de mai jos prezintă principalele competiții la care a participat Ed McKeever de-a lungul carierei.
- canoeing at the 2012 Summer Olympics – men's K-1 200 metres[*]